# Шашурин, Сергей Петрович
Серге́й Петро́вич Шашу́рин (р. 1957) — депутат Государственной думы второго и третьего созывов.

## Биография
Окончил Казанский инженерно-строительный институт факультет промышленно-гражданское строительство (вечернее отделение), работал там же снабженцем в АХЧ.
Перед избранием в Государственную Думу являлся президентом ассоциации социально-экономического развития г. Казани «Тан» («Рассвет»), генеральным директором АОЗТ «Тан». Избирался депутатом Государственного совета Республики Татарстан.
В 1995 году стал депутатом Государственной Думы второго созыва. Был членом депутатской группы «Народовластие», членом Комитета по промышленности, строительству, транспорту и энергетике
В третьем созыве был заместителем председателя Комитета ГД по экологии, членом Комиссии ГД по борьбе с коррупцией, членом Комиссии ГД по геополитике.
В 1999 году избран депутатом Государственной Думы РФ третьего созыва по Приволжскому одномандатному избирательному округу № 26 Республики Татарстан, выдвигался избирательным объединением «Российский общенародный союз».
В 2001 году баллотировался на пост президента Татарстана, набрав 5,78 % голосов.

## Уголовные дела Шашурина
Был трижды судим: за хулиганство, вымогательство и сопротивление представителю власти. Первую судимость получил в 1978 году за драку в трамвае со
студентами КАИ (Казанский авиационный институт) являвшимися членами БКД (боевая комсомольская дружина) и дальнейшее сопротивление сотрудникам милиции, причём, как установил суд, при задержании нанёс побои 19 сотрудникам милиции. Из полученных 3,5 года после кассационной жалобы в Верховный суд ТАССР приговор изменён на 1,5 условно. В 90-х годах обвинялся в мошенничестве и хищении государственных средств в особо крупных размерах.
В 1992 вступил в Народную партию «Свободная Россия». 26 сентября был арестован в Москве, сидел в следственном изоляторе «Лефортово». Первоначально Шашурину были предъявлены обвинения в подготовке и организации покушения на президента Б. Н. Ельцина, хищении государственного имущества в особо крупных размерах, получении нескольких миллиардов рублей в центральном банке РФ по фальшивым авизо (ст. 93, 147 и 193 уголовного кодекса РФ). Позже к ним прибавилось обвинение в нападении на следователя.
В 1996 году Шашурин в своей газете «Честное слово» сообщил об обвинении в краже КАМАЗов из фирмы «Тан», директором которой сам и являлся.
В феврале 2005 года Шашурин был признан виновным в клевете на руководство МВД Татарстана. В том же году начался новый судебный процесс над Шашуриным по обвинению в мошенничестве в особо крупном размере (хищение продукции ОАО «Татархлебопродукт» более чем на 30 млн руб). В августе 2005 года Шашурин был приговорён к 7,5 годам лишения свободы колонии общего режима, однако после обжалования приговора верховный суд Татарстана сократил срок до 4,5 года колонии-поселения. В мае 2006 года Верховный суд России отменил приговор за клевету, в результате срок наказания сократился до 2 лет и 8 месяцев.